# 照川由美子
照川 由美子（てるかわ ゆみこ、1952年8月23日 - ）は日本の政治家。勝浦市長（1期）、勝浦市議会議員（2期）。

## 経歴
千葉敬愛短期大学卒業。公立小学校の教員を経て、2009年4月から2012年3月までいすみ市立古沢小学校長を務めた。2015年4月26日の勝浦市議会議員選挙に立候補して、16人中1位で初当選した。勝浦市では1958年の市制移行後、初めて誕生した女性議員2名のうちの1人になった。2019年4月21日の勝浦市議会議員選挙に立候補して、15人中1位で2選を果たした。

### 2022年勝浦市長選挙
2022年7月29日、勝浦市長選挙への立候補を表明した。同年8月1日付で、勝浦市議を辞職した。同月28日、新人5人による選挙戦を制して、初当選を果たした。外房地域では初めての女性市長となった。
※当日有権者数：14,539人 最終投票率：61.72%（前回比：+0.07pts）
| 候補者名   | 年齢 | 所属党派 | 新旧別 | 得票数  | 得票率 | 推薦・支持 |
| ---------- | ---- | -------- | ------ | ------- | ------ | ---------- |
| 照川由美子 | 70   | 無所属   | 新     | 3,074票 | 34.6%  | -          |
| 磯野典正   | 48   | 無所属   | 新     | 2,667票 | 30.0%  | -          |
| 鈴木克己   | 68   | 無所属   | 新     | 1,624票 | 18.3%  | -          |
| 黒川民雄   | 60   | 無所属   | 新     | 1,479票 | 16.7%  | -          |
| 大沢章雄   | 56   | 無所属   | 新     | 36票    | 0.4%   | -          |

同月30日に初登庁した。

## 人物
- 趣味は蝶の飼育[4]